# 布赖恩·汤姆森
布赖恩·汤姆森（英語：Brian Thomson，1957年9月1日—），新西兰男子射击运动员。他曾代表新西兰参加1994年和1998年英联邦运动会射击比赛，其中1994年英联邦运动会获得一枚银牌。